# 助野嘉昭
助野嘉昭（1981年7月23日—），日本男性漫畫家，和歌山縣出身，現居於大阪府，血型為B型。

## 簡介
畢業於和歌山縣私立開智中学校・高等学校，大學就讀京都精華大學藝術學部漫畫學科故事漫畫專業。
2006年，以〈請妳回去吧。〉入選第71回手塚賞。
2008年，於《Jump Square》發表〈海德博士的實驗筆記〉，並於短短2個月後開始連載《窮神》。此外，連載開始後連續7個月皆刊載了彩頁，十分罕見。
2010年6月，《窮神》VOMIC。在製作方挑選配音員時，因為助野嘉昭喜愛《交響詩篇》而希望能選用三瓶由布子及名塚佳織，其後成真。
2012年1月，獲頒平成23年度和歌山縣文化表彰。

## 作品列表
- 請妳回去吧。 （入選第71回手塚賞，刊載於《月刊少年Jump》2006年8月特大號，收錄於《窮神》第1集）
- 京都のパゴン （原作：カメ・カメ・プロ，網路連載）
- 〈海德博士的實驗筆記〉 （刊載於《Jump Square》2008年5月號，尚未收錄於單行本）
- 窮神 （《Jump Square》2008年7月號 - 2013年8月號）
  - 特別編（《週刊少年Jump》2008年49號）
  - 番外編（《Jump Square Second》Vol.002）
  - 番外編（《Jump Square Second》Vol.003）
  - 番外編（《Jump Square Second》Vol.004）
- 魁☆魔女っ娘学園! （刊載於《Jump SQ.LaB》，尚未收錄於單行本）
- ラド&リンプ （刊載於《ジャンプSQ.19》summer，尚未收錄於單行本）
- 雙星之陰陽師《Jump Square》於2024/9/04完結
- 學姊想要謀殺我《Magazine Pocket》，單行本全3集。

## 電視演出
- サキよみ ジャンBANG! - 2010年5月7日播送

## 動畫配音
- 窮神 - 病患（第1集）、司機（第13集）

## 師承
- 池田晃久[3]

## 外部連結
- 東立出版社《窮神》助野嘉昭｜書目資料[永久]（日語）
- ジャンプスクエア 『貧乏神が!』作品紹介（日語）
- ネットメガマンガ『京都のパゴン』 （页面存档备份，存于）（日語）